# Ditassa gillespieae
Ditassa gillespieae är en oleanderväxtart som beskrevs av G. Morillo. Ditassa gillespieae ingår i släktet Ditassa och familjen oleanderväxter. Inga underarter finns listade i Catalogue of Life.